# Élections législatives de 1959 au Dahomey
Les élections législatives de 1959 au Dahomey se déroulent le 2 avril 1959 afin de pourvoir les 70 sièges de l'Assemblée nationale de la république du Dahomey, État membre de la Communauté française couvrant le territoire de l'actuel Bénin. Il s'agit des dernières législatives organisées sous tutelle française avant l'indépendance du pays,.
Les élections donnent lieu à un parlement sans majorité, les trois grands partis régionaux remportant les sièges dans leur fief respectif. Le scrutin voit initialement la victoire du Parti républicain dahoméen (PRD), qui remporte 37 sièges sur 70 malgré une deuxième place en nombre de voix. À la suite de vives protestations et d'accusations de fraude électorale, neuf des sièges du PRD sont transférés trois semaines plus tard aux candidats de l'Union démocratique dahoméenne (UDD), arrivés en tête. Cette dernière totalise ainsi 20 sièges, derrière le Rassemblement démocratique dahoméen (RDD), issu de la fusion du Mouvement démocratique dahoméen avec les Indépendants du Nord, qui en remporte 22,.
Le dirigeant du RDD, Hubert Maga, est investi Premier ministre le 22 mai 1959. C'est en cette qualité qu'il assume la charge de chef d'État à l'indépendance du pays, le 1er août 1960, avant son élection à la présidence de la République par les membres de l'Assemblée le 11 décembre 1960. 

## Résultats
|                          |                                           |         |       |         |         |          |          |  |  |
| Partis                   | Partis                                    | Votes   | %     | 2 avril | 2 avril | 23 avril | 23 avril |  |  |
| Partis                   | Partis                                    | Votes   | %     | Sièges  | +/-     | Sièges   | +/-      |  |  |
|                          | Union démocratique dahoméenne (UDD)       | 162 574 | 43,94 | 11      | 4       | 20       | 13       |  |  |
|                          | Parti républicain dahoméen (PRD)          | 144 038 | 38,93 | 37      | 2       | 28       | 7        |  |  |
|                          | Rassemblement démocratique dahoméen (RDD) | 63 383  | 17,13 | 22      | 16      | 22       | 16       |  |  |
|                          |                                           |         |       |         |         |          |          |  |  |
| Total suffrages exprimés | Total suffrages exprimés                  | 369 995 | 100   | 70      | 10      | 70       | 10       |  |  |

## Députés élus
| Circonscription | Membres                  |
| --------------- | ------------------------ |
| Sud-Est         | Bernardin Abikanlou      |
| Sud-Est         | Aaron Adegbidi           |
| Sud-Est         | Idohou Adelakoun         |
| Sud-Est         | Jean-Maurice Agier       |
| Sud-Est         | Michel Ahouanmènou       |
| Sud-Est         | Sourou Migan Apithy      |
| Sud-Est         | Emmanuel Awounou         |
| Sud-Est         | Salomon Biokou           |
| Sud-Est         | Christophe Bohiki        |
| Sud-Est         | Francis Covi             |
| Sud-Est         | Marcel Dadjo             |
| Sud-Est         | Nathaniel Dovoedo        |
| Sud-Est         | Léopold Idjidina         |
| Sud-Est         | Jean-Baptiste Kayossi    |
| Sud-Est         | Joseph Kèkè              |
| Sud-Est         | Marcellin Kounasso       |
| Sud-Est         | Oké Assogba              |
| Sud-Est         | Josué Sagbohan           |
| Sud-Est         | Amzat Agata Sani         |
| Sud-Ouest       | Étienne Toglossou Agbo   |
| Sud-Ouest       | Karl Ahouansou           |
| Sud-Ouest       | Grégoire Aplogan         |
| Sud-Ouest       | Marcel Cakpo Tozo        |
| Sud-Ouest       | Gilbert Chodaton         |
| Sud-Ouest       | Sébastien Dassi          |
| Sud-Ouest       | Adrien Degbey            |
| Sud-Ouest       | Valentin Djibodé Aplogan |
| Sud-Ouest       | Éloi Benoît Djikpesse    |
| Sud-Ouest       | Edmond Dossou-Yovo       |
| Sud-Ouest       | Philippe Essou           |
| Sud-Ouest       | Emmanuel Fanyo           |
| Sud-Ouest       | Antoine Gbedessi         |
| Sud-Ouest       | Robert Gnonnou           |
| Sud-Ouest       | Jean Nobime              |
| Sud-Ouest       | Émile Poisson            |
| Sud-Ouest       | Raphaël Vigan            |
| Sud-Ouest       | Benoît Zocli             |
| Centre          | Gabriel Achade           |
| Centre          | Justin Ahomadegbé        |
| Centre          | Nestor Doké Ahouangnivo  |
| Centre          | Hubert Siquitan Amoussou |
| Centre          | Dominique Aplogan        |
| Centre          | Alexis Behanzin          |
| Centre          | Benoît Capo-Chichi       |
| Centre          | Gabriel Glaglanon        |
| Centre          | Théodore Houndolo        |
| Centre          | Gabriel Lozès            |
| Centre          | Paulin Salanon           |
| Nord-Ouest      | Adam Alassane            |
| Nord-Ouest      | Pierre Bagri             |
| Nord-Ouest      | Tchané Bio               |
| Nord-Ouest      | Bertin Borna             |
| Nord-Ouest      | Léopold Dangou           |
| Nord-Ouest      | Paul Darboux             |
| Nord-Ouest      | Hubert Maga              |
| Nord-Ouest      | Lafia Morat              |
| Nord-Ouest      | Félicien N'Koue          |
| Nord-Ouest      | Salifou Boni Pedro       |
| Nord-Ouest      | Mama Soumanou            |
| Nord-Ouest      | Séraphin Suery N'Dery    |
| Nord-Est        | Maurice Amon             |
| Nord-Est        | Mama Arouna              |
| Nord-Est        | El Hadji Boni            |
| Nord-Est        | Samba Abdou Imorou       |
| Nord-Est        | Sabi Jérôme Kandissounon |
| Nord-Est        | Djibrill Kissira Maurat  |
| Nord-Est        | Chabi Mama               |
| Nord-Est        | Tidjani Doumbani Mazou   |
| Nord-Est        | André Orou Nansounon     |
| Nord-Est        | Pierre Yerima            |

## Composition du bureau
Élu le 25 avril 1959, le bureau de l'Assemblée législative est composé comme suit, :
| Président       | Justin Ahomadegbé (UDD)                                                   |
| Vice-présidents | Salomon Biokou (PRD), Chabi Mama (RDD)                                    |
| Secrétaires     | Jean-Baptiste Kayossi, Edmond Dossou-Yovo, Gilbert Chodaton, Bertin Borna |
| Questeur        | Benoît Capo-Chichi                                                        |